# Lissodendoryx papillosa
Lissodendoryx papillosa är en svampdjursart som beskrevs av Koltun 1958. Lissodendoryx papillosa ingår i släktet Lissodendoryx och familjen Coelosphaeridae. Inga underarter finns listade i Catalogue of Life.